# 2008 챌린지 헤드윅
《2008 챌린지 헤드윅》(락뮤지컬 헤드윅 The Audition)은 2008년에 MBC 드라마넷에서 방송된 뮤지컬 '헤드윅'의 주인공 선발 프로그램이다. 고세원, 이병규, 이주광, 정동현, 한지상이 파이널에 진출했으며, 이주광이 우승했다.